# Brósz Róbert
Brósz Róbert (Parajd, 1915. augusztus 8. – Budapest, 1994. február 13.) római jogász, jogtudós, egyetemi tanár, Brósz Irma festőművész elsőfokú unokatestvére.

## Életpályája
Édesapja, id. Brósz Róbert ügyvéd volt. A jászapáti királyi katolikus gimnáziumban kitüntetéssel érettségizett. 1933-tól 1937-ig Debrecenben jogot hallgatott. Az egyetemet sub auspiciis Gubernatoris minősítéssel fejezte be. Már elsőéves korában felfigyelt rá Marton Géza, aki a tanszékére demonstrátornak hívta. Az egyetem elvégzése után Kecskeméten és Budapesten bírósági fogalmazóként, illetve bíróként működött.
1940–1941-ben a római La Sapienza egyetemen posztgraduális tanulmányokat folytatott. Tanárai Pietro De Francisci és Emilio Albertario voltak, utóbbitól sajátította el az interpolációkritikai módszert. Olaszországból hazatérve besorozták; öt évet töltött a fronton és hadifogságban.
1947-ben Marton Géza mellett kezdte meg oktatói munkáját a budapesti jogi karon meghívott előadóként. 1951-ben kapott főállású megbízást mint intézeti tanár (egyetemi docens). 1955-ben kandidátusi fokozatot szerzett. Az 1956-os forradalom és Marton halála után nem nevezték ki tanszékvezetőnek. 1958–1961 között megbízott tanszékvezető volt; később Móra Mihály egyházjogász és eljárásjogász kapta meg a tanszéket. 1965-ben, bár nem volt az állampárt tagja, egyetemi tanári kinevezést kapott. 1967-ben, Móra elhunyta után nevezték ki a Római Jogi Tanszék élére. 1985-ben vonult nyugdíjba, de 1992-ig aktívan oktatott. Nyugdíjba vonulását követően a Római Jogi Tanszék vezetését Hamza Gábor professzor vette át. 1994. február 13-án tragikus baleset következtében hunyt el.

## Elismerései
- 1975-ben Munka Érdemrend ezüst fokozata, 1985-ben arany fokozata
- 1990-ben Apáczai Csere János-díj
- 1976 és 1984-ben hallgatói választás alapján „a Kar Kiváló Oktatója”

## Értékelése
Főleg a római polgárság rétegeződésével, valamint a szolgalmak és a felülépítményi jog (superficies) problémáival foglalkozott. Pólay Elemérrel közösen írt római jogi tankönyvén generációk nevelkedtek fel, és későbbi tankönyvek alapjául is szolgált.
„Brósz Róbert előadásai nemcsak szakmai és didaktikai, hanem egyúttal retorikai mesterművek is voltak. … Jelképesnek is tekinthetjük azt a tényt, hogy utolsó nagyobb munkája Gaius Institutióinak magyar nyelvre való átültetése volt.” (Földi András)

## Művei
- Nem teljes jogú polgárok a római jogforrásokban (1964)
- Bekämpfung versteinerter Vorurteile und andere aktuelle Aufgaben im Unterricht des römischen Rechts. (Acta Jur. et Pol. Szeged XVII.) 219. (1970)
- Brósz Róbert – Pólay Elemér: Római jog (1976 – több változatlan utánnyomás 1995-ig)
- Hugo Grotius A háború és a béke jogáról. Ford.: Brósz Róbert, Diósdi György, Haraszti György. Budapest, 1960, I–III. és Budapest 1999.